# Бождово
Бождово је насељено место у општини Сандански у области Благоевград, Бугарска. Према попису из 2021. године било је 4 становника.
Према бугарском географу и историчару, Василу Канчову, у Бождову је 1900. године живело 460 Аромуна и 250 Словена хришћана.
На попису из 2011 у Бождову је било 5 становника.
| Национални састав према попису из 2011.‍ | Национални састав према попису из 2011.‍ | Национални састав према попису из 2011.‍ | Национални састав према попису из 2011.‍ | Национални састав према попису из 2011.‍ |
| --------------------------------------- | --------------------------------------- | --------------------------------------- | --------------------------------------- | --------------------------------------- |
|                                         |                                         |                                         |                                         |                                         |
| Бугари                                  | Бугари                                  |                                         | 5                                       | 100%                                    |